# Tatia nigra
Tatia nigra är en fiskart som beskrevs av Sarmento-soares och Martins-pinheiro 2008. Tatia nigra ingår i släktet Tatia och familjen Auchenipteridae. Inga underarter finns listade i Catalogue of Life.